# Галерея «Грифон»
Київська художня галерея «Грифон»  — знаходиться за адресою: вул. Костельна, 6; м. Площа Незалежності, у центрі міста..

## Опис
Результатом активної діяльності галереї стало проведення понад 400 виставок живопису, графіки, скульптури, декоративного мистецтва (емаль, художнє скло, вишивка), подання експозицій, присвячених українському авангарду 60-80 років. Галерея співпрацює з багатьма талановитими художниками, допомагає молодим, і що особливо важливо — відкриває нові яскраві імена в сучасному українському мистецтві. Галерея є справжньою творчою лабораторією. Проведення виставок перетворюється в оригінальні художні експозиції робіт і гармонійно поєднується з виступами відомих музикантів і літературних вечорів..

## Історична довідка
У 1994 році з групою київських художників, звернулися в Відділ культури Печерської райдержадміністрації з пропозицією перетворити Костельну, одну із найгарніших вулиць Старого Києва, у Вулицю Мистецтв. Отримавши підтримку та обслідувавши нежилі приміщення, які були вкрай занедбані, виграли тендер на конкурсній основі та своїми силами зробили ремонт, дизайн. В результаті було створено «Культурно-художній центр на Костельній», з 7 художніх галерей та 8 творчих майстерень..
Згідно з розпорядженням представника Президента України від 30.05.1994 р. № 385 «Про надання нежилого приміщення в орендне користування в домі № 6 по вул. Костельній», галереї «Грифон» було передано в оренду підвальне приміщення площею 65,8 кв.м. Двері галереї вперше відкрилися перед відвідувачами в 1995 р. на день Києва..

## Події
Влітку 1996 роботи галерея бере участь в І Міжнародному артфестивалі, що відбувався в столичному Українському домі. Серед 52 вітчизняних і закордонних галерей експозицію галереї «Грифон» визнали найкращою — нагородили Гран-прі. Тоді ж було отримане запрошення від Гарвардського університету на виставку до США. До Гарварду полетіли твори восьми митців із різних куточків України (таке побажання було у професора Романа Шпорлюка — директора Інституту. 1996 року твори українців окрім Гарварду були виставлені ще в Нью-Йорку (Представництві України в ООН та в Українському інституті Америки (УІА), що сусідить на престижній П'ятій авеню з Метрополітен-музеєм), у Вашингтоні (Посольстві України в США), Філадельфії (в Українському культурному Центрі)..
У 2004 році «Грифон» представляв Україну на Магдебурзькому фестивалі. Колектив галереї нагороджено міжнародною нагородою — Подякою Представництва ООН в Україні.
В інтернеті регулярно подаються огляди з персональних виставок митців, проведених в галереї.
- 1999 та 2000 — виставка Іванни Московки «Святе і вічне на Землі»
- 2001 — Персональна виставка Іванни Московки «Летять у світ дороги»
- 2003 — Виставка-проект Іванни Московки «Три погляди»[6].
- 2004 — виставка Валерія Франчука «Різдвяний передзвін»[7].
- 2005 — виставка Лу Сахно "Елізавета Бам", виставка Олесі Джураєвої «Остановка времени»[8].
- 2007 — виставка Валерія Франчука «Розгойдані дзвони пам'яті»[9].
- 2008 — виставка Катерини Тузовової-Любаньскої «KWIATY KATARZYNY»[10].
- 2011 — виставка «Сонячного живопису» Олеся Семерні.[11].